# StarTropics
StarTropics ist ein vom japanischen Videospielunternehmen Nintendo im Jahr 1990 in den USA und 1992 in Europa für das Nintendo Entertainment System veröffentlichtes Action-Adventure. Entwickelt wurde es vom in den USA lebenden Designer Gen’yō Takeda, der auch für Nintendos Punch-Out!! verantwortlich war. Seit Januar 2008 ist das Spiel über die europäische Virtual Console für die Spielkonsole Wii erhältlich.

## Handlung
Der Teenager Mike Jones, seines Zeichens begeisterter Baseballspieler, folgt einer Einladung seines Onkels, des Archäologen Dr. Jones, auf die fiktive tropische Insel C-Island. Als er dessen Laboratorium erreicht, trifft er lediglich Jones Assistenten Baboo an, welcher Mike erklärt, dass sein Onkel vermisst wird. Von Baboo erhält er ein mit einem an R.O.B. erinnernden Roboter namens NAV-COM ausgestattetes Unterseeboot, mit welchem er sich auf die Suche nach Dr. Jones macht. Im Lauf seiner Reise besucht er verschiedene ebenfalls fiktive tropische Inseln und lüftet nach und nach das Geheimnis um die Arbeit seines Onkels und dessen damit in Verbindung stehenden Verschwindens.

## Spielprinzip
Das Spiel gliedert sich in eine Oberwelt sowie verschiedene Dörfer und Dungeons. In der Oberwelt und den Dörfern, welche ohne Kampf- oder Actionsequenzen auskommen, erinnert das Spiel aufgrund seines Grafikstils, insbesondere der Vogelperspektive an klassische Japan-RPGs seiner Zeit. Aufgabe des Spielers ist es hier, mit Personen zu sprechen, wichtige Items zu finden und verborgene Durchgänge zu entdecken. Insbesondere die Wasserwege, welche über- und unter Wasser mit dem Unterseeboot erkundet werden, sind häufig labyrinthartig aufgebaut.
In den Dungeons, welche meist Höhlen und unterirdische Durchgänge darstellen, wird die ansonsten von kleinen Sprites geprägte Spielgrafik durch eine detailliertere Darstellung ausgetauscht. Auch hier müssen versteckte Durchgänge entdeckt werden. Weiterhin gibt es diverse Rätsel – meist Schalterrätsel – zu bewältigen und Gegner zu bekämpfen. Hierfür bedient sich der Protagonist eines von den Bewohnern von C-Island erhaltenen und im Spielverlauf ausbaufähigen Jo-Jos sowie Baseballschlägern, Basebällen und anderer meist unkonventioneller Waffen. Neben einem durch Items erweiterbaren Kraftvorrat steht eine begrenzte Anzahl an Leben zur Verfügung, welche nach Beendigung des Dungeons wieder erneuert werden. Sind alle Leben aufgebraucht, wird der Spieler wieder an den Anfang des aktuellen Dungeons zurückgesetzt, hat ansonsten aber keinerlei negative Konsequenzen zu befürchten.
Das in Kapitel unterteilte Spiel verläuft durchgehend linear und lässt dem Spieler kaum Entscheidungsfreiheit bezüglich seines Reiseziels, der zu erledigenden Aufgaben oder der Art und Weise wie diese zu erledigen wären. Das Modul verfügt über eine Speicherfunktion.

## Produktionsnotizen
StarTropics lag ein Brief von Dr. Jones an Mike bei. Im späteren Spielverlauf musste dieser in Wasser getaucht werden, um eine für das Spiel wichtige Information zu erhalten. In der Virtual-Console-Variante ist dieser Brief in der digitalen Spielanleitung enthalten.
Trotz des überwiegend aus Japanern bestehenden Entwicklerteams erschien StarTropics niemals in Japan.

### Nachfolger
Der offizielle Nachfolger Zoda's Revenge: Star Tropics II aus dem Jahr 1994 erschien als Spielmodul ausschließlich als NTSC-Version in Nordamerika, wurde im Juli 2009 aber auch als Download für die Virtual Console in Europa veröffentlicht. Das Spielprinzip ist dem des ersten Teils sehr ähnlich, das tropische Setting wurde aber zu Gunsten einer Handlung über Zeitreisen aufgegeben.

## Rezeption
Das Spiel wurde von der Fachpresse weitestgehend positiv aufgenommen. Die deutsche Zeitschrift Total! beurteilte das Gameplay als „eine gelungene Mischung aus verschiedenen Genres, die auch für längere Zeit voll begeistern kann“. Das Internetportal IGN bewertet das Spiel mit 8,5 von 10 Punkten.